# Ralph Lenkert

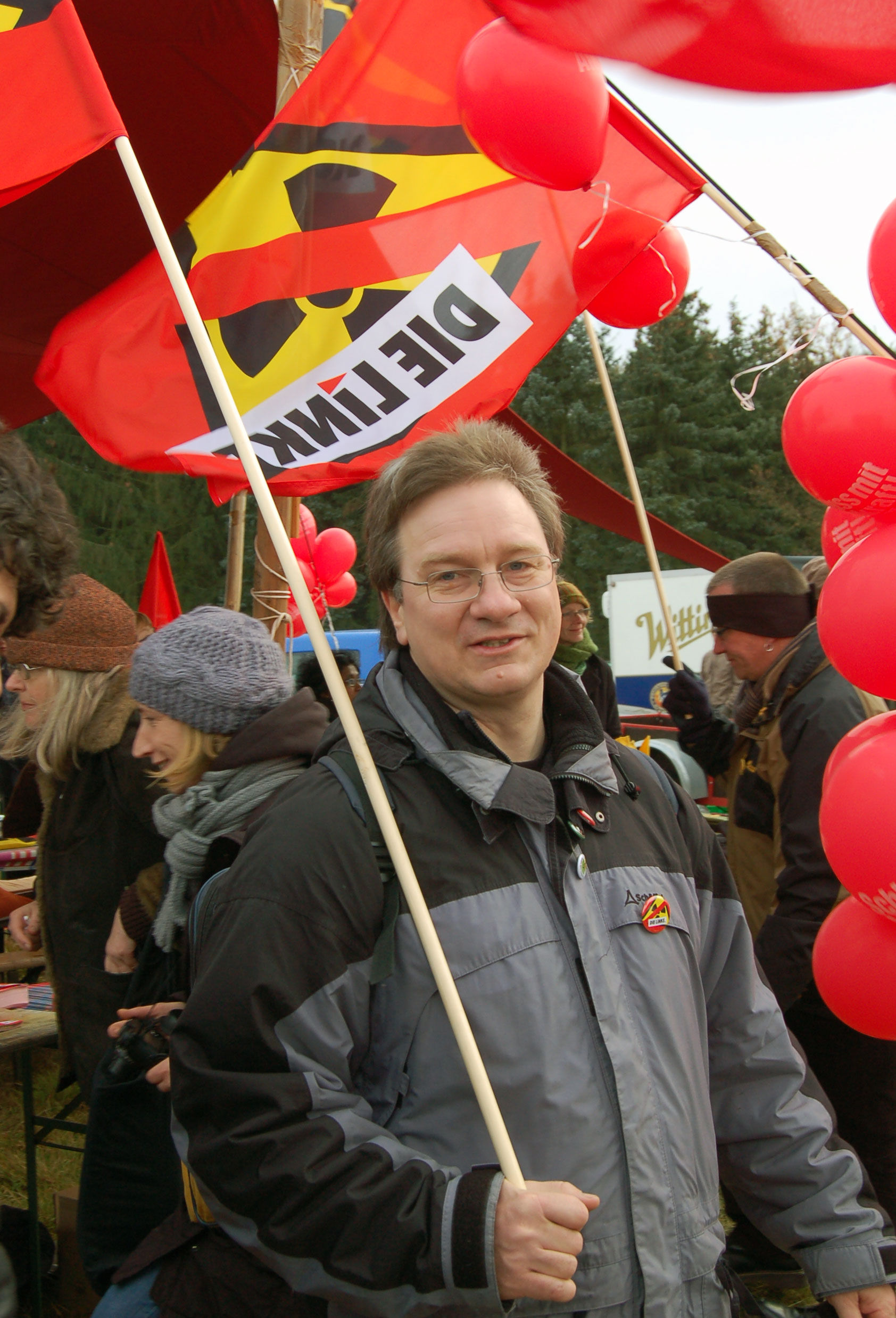
Ralph Lenkert auf einer Kundgebung gegen das Brennelemente-Zwischenlager Gorleben (2011)

Ralph Lenkert (* 9. Mai 1967 in Apolda) ist ein deutscher Politiker (Die Linke) und Maschinenbautechniker. Er ist seit der Bundestagswahl 2009 Mitglied des Deutschen Bundestages.

## Ausbildung und Beruf
Lenkert wuchs in Jena auf. Er schloss 1983 die Polytechnische Oberschule ab und absolvierte danach eine Ausbildung zum Werkzeugmacher bei Carl Zeiss in Jena. Von 1986 bis 1991 arbeitete er in diesem Beruf bei Zeiss, unterbrochen vom anderthalbjährigen Grundwehrdienst bei der NVA. 1990 wurde er Mitglied der IG Metall.
Ab 1991 arbeitete er in verschiedenen Unternehmen als Werkzeugmacher und leitender Angestellter. Von 1991 bis 1995 absolvierte Lenkert ein Fernstudium mit Fachschulabschluss als Staatlich geprüfter Techniker in der Fachrichtung Maschinenbau. Von 2002 bis 2006 war er als Technologe erneut für Zeiss tätig, unter anderem war er gegen seine politische Überzeugung für die Auslagerung von Arbeitsplätzen nach China zuständig. Ab 2006 war er bis zu seiner Wahl in den Deutschen Bundestag Technologe bei der aus Zeiss ausgegründeten Sypro Optics GmbH (jetzt zu Jabil Circuit) und dort stellvertretender Betriebsratsvorsitzender.

## Politische Karriere
In die Politik kam Ralph Lenkert als zweifacher Familienvater durch sein Engagement in der Familienpolitik. 2004 trat er dem Jenaer Bündnis zum Erhalt der Grundschulhorte bei. 2005 wurde er Mitinitiator und Sprecher des Volksbegehrens Für eine bessere Familienpolitik in Thüringen. Er gehört dem Thüringer Landesverband für Kindertagesstätten an (TLfK).
Zur Bundestagswahl 2009 wurde Lenkert, ohne einer Partei anzugehören oder zuvor je ein Mandat innegehabt zu haben, von der Partei Die Linke zum Spitzenkandidaten in Thüringen und zum Direktkandidaten für den Bundestagswahlkreis Gera – Jena – Saale-Holzland-Kreis gewählt. Mit 30,4 % der Erststimmen gewann Lenkert das Direktmandat in seinem Wahlkreis gegen Roland Richwien (CDU) und Volker Blumentritt (SPD) und zog in den Deutschen Bundestag ein. Er war damit einer von bundesweit sechzehn Bundestagskandidaten der Linkspartei, die direkt gewählt wurden. Im Januar 2011 trat er der Partei Die Linke bei.
Bei der Bundestagswahl 2013 verlor er sein Direktmandat an den CDU-Kandidaten Albert Weiler, konnte aber über die Landesliste seiner Partei, auf der er auf Platz 2 kandidiert hatte, im Deutschen Bundestag verbleiben. Seit 2014 ist er auch Stadtrat in Jena.
Zur Bundestagswahl 2017 unterlag er als Direktkandidat im neu zugeschnittenen Bundestagswahlkreis Jena – Sömmerda – Weimarer Land I dem CDU-Bewerber Johannes Selle, konnte jedoch über Platz 2 der Landesliste seiner Partei abermals in den Bundestag einziehen.
Im Deutschen Bundestag ist Ralph Lenkert ordentliches Mitglied und Obmann im Ausschuss für Klimaschutz und Energie, ordentliches Mitglied im Ausschuss für Umwelt, Naturschutz, nukleare Sicherheit und Verbraucherschutz sowie Berichterstatter für die Technikfolgenabschätzung. Zudem gehört er als stellvertretendes Mitglied dem Ausschuss für Bildung, Forschung und Technikfolgenabschätzung an. Im September 2022 kündigte er seinen Rückzug von der Funktion des energiepolitischen Sprechers der Fraktion an.
Seit 2014 ist er für die Fraktion Die Linke im Deutschen Bundestag Mitglied im Beirat der Bundesnetzagentur (BNetzA).